# Сабинин, Григорий Харлампиевич
Григорий Харлампиевич Сабинин  (1884—1968) — русский советский учёный в области аэромеханики, профессор (1937), доктор технических наук (1934). Лауреат Сталинской премии.

## Биография
С 1904 года учился в Императорском Московском техническом училище, окончил в 1913 году. Входил в кружок воздухоплавания, организованный Н. Е. Жуковским.
Был участником Второго Всероссийского воздухоплавательного съезда.
Участвовал в Первой мировой войне.
С 1919 года работал в ЦАГИ: начальник экспериментального аэродинамического отдела (1928), член коллегии института. Вошёл в первый Учёный совет ЦАГИ (1935). Участник создания «нового ЦАГИ» в Жуковском).

## Научная деятельность
Создал основы импульсной теории гребного винта (вместе с Б. Н. Юрьевым).
Автор многочисленных трудов по динамической устойчивости самолёта, регулированию газовых турбин, реактивным двигателям, рабочим процессам в лопаточных машинах.

### Научные труды
- Вращающиеся анемометры и измерение ими действительности скорости ветра / Инж. Г. Сабинин. — М.: Высш. воен. ред. сов., 1922. — 38 с. : черт.; 17 см. — (Труды Центрального аэро-гидродинамического института).
- Гироскопический эффект ветряных двигателей и расчет поворотных ветрячков / Г. Сабинин. — М., 1926. — (Труды Центрального аэро-гидродинамического института. № 141. Вып. 22, 2).
- Теория идеального ветряка / Г. Х. Сабинин . — М.: Науч.-технич. упр-ние В.С.Н.Х., 1927 (типо-лит. В.Т.У. им. Дунаева). — 27 с.: ил., черт., граф. — (С.С.С.Р. Научно-техническое управление ВСНХ. Труды Центрального аэро-гидродинамического института; № 200. Вып. 32).
- Теория и аэродинамический расчет ветряных двигателей / Г. Х. Сабинин. — Москва; Ленинград: Огиз — Гос. науч.-техн. изд-во, 1931 — 71 с. — (Труды научно-исследовательских институтов промышленности. Проблема использования энергии ветра/ ВСНХ СССР. Центр. аэро-гидродинамич. ин-т; № 482. Вып. 104, 6).
- Ветросиловая лаборатория ЦАГИ / Г. Х. Сабинин. Исследование ветряных двигателей в ветросиловой лаборатории ЦАГИ / М. М. Чирков. — [Москва]; [Ленинград]: Госмашметиздат, 1934. — 62, [2] c., 4 вкл. л. черт., граф.: ил. — (Труды Центрального аэро-гидродинамического института им. проф. Н. Е. Жуковского/ НКТП СССР. Глав. упр. авиац. пром-сти; Вып. 164).
- Влияние винта на устойчивость пути самолёта / Г. Х. Сабинин, И. С. Сергеев. — 1940.
- Воспоминания о Н. Е. Жуковском / Сабинин Г. X. // Техника воздушного флота. — 1947. — № 1. — С. 38—41.
- Теория быстроходного стабилизаторного ветряка ЦАГИ / Г. Х. Сабинин; Центр. аэрогидродинам. ин-т им. проф. Н. Е. Жуковского. — [Москва]: Бюро науч. информации, 1953. — 119 с.: ил.
- Ветроэлектрический агрегат ВЭ-2 и его эксплуатация / Г. Х. Сабинин, В. Р. Секторов. — М.: Связьиздат, 1954. — 64 с. — (В помощь сельским радиофикаторам).

## Награды и премии
- Сталинская премия II степени (22 марта 1943) — за многолетние выдающиеся работы в области науки и техники
- Заслуженный деятель науки и техники РСФСР (1946)
- 3 ордена Трудового Красного Знамени (в том числе 16 сентября 1945; 22 февраля 1964)
- орден Красной Звезды